# Сыединение (Бургасская область)
Сыединение (болг. Съединение) — село в Болгарии. Находится в Бургасской области, входит в общину Сунгурларе. Население составляет 1 001 человек.

## Политическая ситуация
В местном кметстве Сыединение, в состав которого входит Сыединение, должность кмета (старосты) исполняет Ахмед Байрамали Мюслюм (Движение за права и свободы (ДПС)) по результатам выборов правления кметства.
Кмет (мэр) общины Сунгурларе — Георги Стефанов Кенов (Движение за права и свободы (ДПС)) по результатам выборов в правление общины.